# テ・キエロ
『テ・キエロ』は宝塚歌劇団のミュージカル作品。

## 花組 宝塚大劇場公演
正式名称はミュージカル・コメディ『テ・キエロ』-君を愛す-。20場。
公演期間は1969年4月26日から5月29日まで。新人公演は5月10日。
原作ベナベンテ「Los Interess Creados」より。
併演は『鐘つき与七』。

### ストーリー
詐欺師のベルナルドとピサロは名家の若者と従者に紛れてひと稼ぎしようと目論んでいた。成金の娘・シルビアがベルナルドに一目惚れしたのを利用するつもりが、いつしか本当の恋になる。素性を知ってもシルビアの気持ちは揺らぐことなく、二人は駆け落ちする。
出典：『宝塚歌劇100年史　虹の橋 渡り続けて（舞台編）』

### スタッフ
- 作・演出：白井鐡造[1]
- 作・編曲：吉崎憲治[1]
- 編曲：中野潤二[1]
- 音楽指揮：溝口堯[2]
- 振付：河上五郎[2]、喜多弘[2]、鈴木武[2]、山田卓[2]、豊みのる[2]
- 装置：石浜日出雄[2]
- 衣装：小西松茂[2]
- 照明：山本重信[2]、棚橋守[2]
- 小道具：生島道正[2]
- 演出補：小原弘亘[2]
- 演出助手：草野旦[2]、太田哲則[2]
- 製作：宮一郎[2]

### 主な出演者
本公演（配役も含む）
- ピサロ：麻鳥千穂[1]
- ベルナルド：甲にしき[1]
- ドニア・ルチア：近衛真理[1]
- シルビア：竹生沙由里[1]
- ゴンザロ：沖ゆき子[1]
- ラウラ：水穂葉子[1]
- リンドリオ：薫邦子[1]
- マキシモ：郷ちぐさ[1]
- ジョゼフィナ：三井魔乎[1]
- 歌手：如月美和子[1]
- 踊る女：四条秀子[1]、豊みのる[1]

新人公演
- 薫邦子[2]
- 郷ちぐさ[2]
- 花園とよみ[2]
- 美国亜耶[2]

## 花組 東京宝塚劇場公演
主なスタッフに白井鐡造がいる。
公演期間は1969年11月2日から11月26日まで。新人公演は11月14日。
併演は『愛の交響曲』。